# Dave Scott
Dave Scott (4 de enero de 1954) es un deportista estadounidense que compitió en triatlón. Ganó nueve medallas en el Campeonato Mundial de Ironman entre los años 1980 y 1994.

## Palmarés internacional
| Campeonato Mundial | Campeonato Mundial     | Campeonato Mundial | Campeonato Mundial |
| Año                | Lugar                  | Medalla            | Prueba             |
| ------------------ | ---------------------- | ------------------ | ------------------ |
| 1980               | Hawái (Estados Unidos) | Medalla de oro     | Individual         |
| 1982 (feb.)        | Hawái (Estados Unidos) | Medalla de plata   | Individual         |
| 1982 (oct.)        | Hawái (Estados Unidos) | Medalla de oro     | Individual         |
| 1983               | Hawái (Estados Unidos) | Medalla de oro     | Individual         |
| 1984               | Hawái (Estados Unidos) | Medalla de oro     | Individual         |
| 1986               | Hawái (Estados Unidos) | Medalla de oro     | Individual         |
| 1987               | Hawái (Estados Unidos) | Medalla de oro     | Individual         |
| 1989               | Hawái (Estados Unidos) | Medalla de plata   | Individual         |
| 1994               | Hawái (Estados Unidos) | Medalla de plata   | Individual         |